# Асусай
Асуса́й (каз. Асусай) — село у складі Тарбагатайського району Східноказахстанської області Казахстану. Входить до складу Жетиаральського сільського округу.
Населення — 233 особи (2021; 374 у 2009, 557 у 1999, 571 у 1989).
Національний склад станом на 1989 рік:
- казахи — 100 %